# Deucalió (fill de Minos)
Deucalió (en grec antic Δευκαλίων), va ser fill de Minos, rei de Creta, i de Pasífae, i germà de Catreu, Glauc i Androgeu. Fou el pare d'Idomeneu i Molos. Aquest Deucalió va ser amic de Teseu i participà en la cacera del senglar de Calidó i a l'expedició dels argonautes.